# Tiếng Thái Trắng
Tiếng Thái Trắng hay Táy Đón (Tai Dón), Táy Khao là ngôn ngữ của người Thái Trắng, một nhánh dân tộc Thái sống ở miền bắc Việt Nam, Lào và Trung Quốc .

## Phân loại
Tiếng Thái Trắng thuộc về họ ngôn ngữ Thái trong hệ ngôn ngữ Tai-Kadai, có quan hệ gần gũi với tiếng Thái Đen và Thái Đỏ, cũng như có liên hệ gần với ngôn ngữ nói ở Thái Lan và Lào hiện đại.

## Phân bố
Ở Việt Nam, người Thái Trắng sống ở phía bắc, đặc biệt là ở tỉnh Lai Châu. Ở Lào, họ ở tỉnh Houaphan. Trong đó, có 280.000 người sống dọc theo sông Hồng ở Việt Nam và 200.000 người ở sông Đà tại Lào  (1995).
Ở Trung Quốc, có khoảng 40.000 người Thái Trắng sinh sống tại tỉnh Vân Nam bao gồm (Gao 1999).
- Huyện Kim Bình: hương Mãnh Lạp và hương Giả Mễ (dọc theo hai con sông Giả Mễ và Đằng Điều)
- Huyện Ma Lật Pha: hương Nam Ôn Hà
- Huyện Mã Quan: trấn Đô Long
- Huyện Giang Thành: hương Khúc Thủy (dọc theo sông Thổ Khoả)

Mỗi âm tiết đều có ít nhất một phụ âm đầu, một âm chính, và một thanh điệu. Các phần sau sẽ trình bày về phụ âm, nguyên âm, và thanh điệu trong tiếng Thái Trắng.

#### Phụ âm đầu
|             |                        | Môi  | Lợi  | Ngạc cứng | Ngạc mềm | Thanh hầu |
| ----------- | ---------------------- | ---- | ---- | --------- | -------- | --------- |
| Tắc/Tắc Xát | hữu thanh              | [b]  | [d]  |           |          |           |
| Tắc/Tắc Xát | vô thanh không bật hơi | [p]  | [t]  | [t͡ɕ]      | [k]      | [ʔ]       |
| Tắc/Tắc Xát | vô thanh bật hơi       | [pʰ] | [tʰ] | [t͡ɕʰ]     | [kʰ]     |           |
| Mũi         | Mũi                    | [m]  | [n]  | [ɲ]       | [ŋ]      |           |
| Xát         | hữu thanh              | [v]  |      |           |          |           |
| Xát         | vô thanh               | [f]  | [s]  |           | [x]      | [h]       |
| Tiếp cận    | Tiếp cận               |      | [l]  | [j]       |          |           |

1. ↑  "Hudak (2008)[5]:9 có thể đã sử dụng ký hiệu <c> để phiên âm /t͡ɕ/. Fippinger and Fippinger (1970) cũng sử dụng <c> để phiên âm /t͡ɕ/,  bằng cách ghi "/c/ [č] âm tắc-xát lợi-ngạc cứng", để chỉ âm /t͡ɕ/ trong tiếng Thái Đen, có quan hệ gần gũi với tiếng Thái Trắng, trong một bài viết so sánh các âm vị giữa tiếng Thái Đen và tiếng Thái Trắng.[6]:85
2. ↑  Âm /v/ có khả năng là một âm vang do đặc điểm độ vang cao và mức độ cọ xát thấp.[5]:10 Âm này cũng có phân bố bổ sung như âm [w], vốn chỉ xuất hiện ở cuối âm tiết.[5]:10
3. ↑  Âm /j/ thường được phát âm thành [z] ở vị trí đầu từ do ảnh hưởng của ngữ âm tiếng Việt.[5]:10

Bảng dưới đây trình bày các phụ âm nêu trên trong các từ được ghi chép trong sách của Hudak (2008).
| Âm vị | Ví dụ               | Âm vị | Ví dụ                  | Âm vị | Ví dụ                         | Âm vị | Ví dụ               | Âm vị | Ví dụ                     |
| ----- | ------------------- | ----- | ---------------------- | ----- | ----------------------------- | ----- | ------------------- | ----- | ------------------------- |
| /b/   | /bɤn˨˨/ ꪚꪷꪙ "trăng"  | /d/   | /dɔn˦˥/ ꪒꪮꪙꫀ "trắng"   |       |                               |       |                     |       |                           |
| /p/   | /pɔ˦˥˦/ ꪝ꪿ꪮ "cha"    | /t/   | /tu˨˨/ ꪔꪴ "cửa"         | /t͡ɕ/  | /t͡ɕɔn˧˩ʔ/ ꪋꪮꪙꫂ " thìa/muỗng"  | /k/   | /kaːŋ˨˨/ ꪀꪱꪉ "giữa" | /ʔ/   | /ʔaːŋ˦˥/ ꪮꪱꪉꫀ "thau/chậu" |
| /pʰ/  | /pʰaː˨˦ʔ/ ꪞꪱꫂ "vải" | /tʰ/  | /tʰiw˨˨/ ꪖꪲꪫ "huýt sáo" | /t͡ɕʰ/ | /t͡ɕʰaj˦˥/ ꪼꪌꫀ "trứng"         | /kʰ/  | /kʰo˨˦ʔ/ ꪂꪺꫂ "nấu"  |       |                           |
| /m/   | /mɯŋ˦˦/ ꪣꪳꪉ "bạn"    | /n/   | /naː˨˦ʔ/ ꪘꪱꫂ "mặt"     | /ɲ/   | /ɲuŋ˦˦/ ꪶꪑꪉ "muỗi"            | /ŋ/   | /ŋaːj˦˥˦/ ꪉꪱꪥꫀ "dễ" |       |                           |
| /v/   | /vaːn˨˨/ ꪪꪱꪙ "ngọt" |       |                        |       |                               |       |                     |       |                           |
| /f/   | /faː˨˨/ ꪠꪱ "nắp"    | /s/   | /sɔŋ˨˨/ ꪎꪮꪉ "hai"      |       |                               | /x/   | /xaj˨˨/ ꪼꪄ "mỡ"     | /h/   | /hɤ˦˥/ ꪬꪷꫀ "mồ hôi"        |
|       |                     | /l/   | /loŋ˦˦/ ꪩꪺꪉ "rồng"     | /j/   | /jɔj˧˩ʔ/ ꪥꪮꪥꫂ "chảy nước dãi" |       |                     |       |                           |

Có bốn cụm phụ âm xuất hiện ở đầu âm tiết.
| Cụm phụ âm | Ví dụ                     |
| ---------- | ------------------------- |
| kw         | /kwaː˦˥˦/ ꪁꪫꪱꫀ "thăm"     |
| kʰw        | /kʰwe˦˥/ ꪂꪫꪸꫀ "đào"        |
| ŋw         | /ŋwaː˦˥˦/ ꪉꪫꪱꫀ "quả sung" |
| xw         | /xwan˦˦/ ꪅꪫꪽ "khói"       |

#### Phụ âm cuối
|          | Môi | Lợi | Ngạc cứng | Ngạc mềm | Thanh hầu |
| -------- | --- | --- | --------- | -------- | --------- |
| Tắc      | p   | t   |           | k        | ʔ         |
| Mũi      | m   | n   |           | ŋ        |           |
| Tiếp cận | w   |     | j         | ɰ        |           |

1. ↑  "Âm /ɰ/ xuất hiện sau âm /a/ (e.g., /baɰ˨˨/ ꪻꪚ "lá")[5]:11

### Nguyên âm
Tai Dón có 4 nguyên âm ngắn và 1 nguyên âm dài. Tuy nhiên, các nguyên âm ngắn chuyển thành nguyên âm dài khi ở vị trí cuối âm tiết.:10 (Ví dụ âm /e/ được phát âm thành [eː] khi đứng ở cuối).
|            | Trước      | Trước      | Trước      | Sau  | Sau | Sau |
| không tròn | không tròn | không tròn | không tròn | tròn |     |     |
| ---------- | ---------- | ---------- | ---------- | ---- | --- | --- |
| Đóng       | i          |            |            | ɯ    | u   |     |
| Vừa        | e          |            |            | ɤ    | o   |     |
| Mở         | ɛ          | a          | aː         |      | ɔ   |     |

### Thanh điệu
Có sáu thanh điệu trên một âm tiết trơn (âm tiết mở hoặc âm tiết đóng kết thúc bằng một phụ âm vang).:9
| Mô tả                       | Đường nét thanh | Ví dụ                    |
| --------------------------- | --------------- | ------------------------ |
| ngang hơi thấp              | 22 (˨˨)         | /kaː˨˨/ ꪀꪱ "quạ"         |
| cao lên                     | 45 (or ˦˥)      | /kaː˦˥/ ꪀꪱꫀ "đi đến tận" |
| thấp lên, nghẽn thanh hầu   | 24ʔ (˨˦ʔ)       | /kaː˨˦ʔ/ ꪀꪱꫂ "mạ"        |
| ngang hơi cao               | 44 (˦˦)         | /kaː˦˦/ ꪁꪱ "kẹt"         |
| hơi cao với nhịp lên xuống  | 454 (˦˥˦)       | /kaː˦˥˦/ ꪁꪱꫀ "giá cả"    |
| thấp xuống, nghẽn thanh hầu | 31ʔ (˧˩ʔ)       | /kaː˧˩ʔ/ ꪁꪱꫂ "trao đổi"  |

Hai trong số sáu thanh điệu xuất hiện trong âm tiết khép (âm tiết kết thúc bằng một phụ âm tắc).
| Thanh điệu    | Độ dài | VÍ dụ                  |
| ------------- | ------ | ---------------------- |
| cao dần       | ngắn   | /sat˦˥/ ꪎꪰꪒ "động vật"  |
| cao dần       | dài    | /ʔaːp˦˥/ ꪮꪱꪚ "tắm"     |
| ngang hơi cao | ngắn   | /mot˦˦/ ꪣꪺꪒ "kiến"     |
| ngang hơi cao | dài    | /laːt˦˦/ ꪩꪱꪒ "che/phủ" |